# Hubert Zduniak
Hubert Zduniak (ur. 28 października 1972 w Kaliszu) – polski aktor teatralny, filmowy i telewizyjny.

## Życiorys
Jest absolwentem Akademii Teatralnej w Warszawie (1999). W latach 2005–2006 występował w Starym Teatrze w Krakowie. Był aktorem "Teatru Ekspresji " Wojciecha Misiuro.
Ma w dorobku role w Teatrze Telewizji (Chlestakow w Rewizorze Gogola, Menasze w Dybuku An-skiego), w Teatrze im. Szaniawskiego w Wałbrzychu (Mistrz w ...córce Fizdejki), oraz w Starym Teatrze w Krakowie (Barney Mayerson w adaptacji teatralnej Trzech stygmatów Palmera Eldritcha). Grał również w kilku serialach telewizyjnych, między innymi w M jak miłość (rola Janka Rogowskiego, byłego kochanka Hanki Mostowiak) oraz w Kryminalnych. Wystąpił w teledysku Justyny Steczkowskiej do piosenki „Oko za oko”, który został wyróżniony nagrodą Fryderyka ’96.
Był mężem aktorki Dominiki Ostałowskiej, z którą ma syna Huberta (ur. 18 marca 2002).

## Filmografia
- 2019:  Komisarz Alex – Wacław Wolski, ochroniarz Wiktorowicza (odc. 145)
- 2018: Ślad – Jerzy Ziętek, biznesmen uwiedziony i okradziony przez Agnieszkę Trojecką (odc. 41)
- 2017: Na sygnale – „Siwy” (odc. 146)
- 2016: Bodo – ochroniarz na premierze filmu (odc. 5)
- 2016: Smoleńsk – Micheil Saakaszwili
- 2015: Klan – Robert Kuszyński, mąż Eweliny, która nie wybudziła się po zabiegu przeprowadzonym w „El-Medzie”
- 2014: Prawo Agaty – Marcin Frankowski, asystent Góreckiego (odc. 74)
- 2013–2014: Na dobre i na złe – Kocul (odc. 531, 547, 548)
- 2012: Paradoks – klawisz (odc. 13)
- 2011: Linia życia – Eryk
- 2010: Pierwsza miłość – Borys, gitarzysta w zespole piosenkarki Kaliny Świętochowskiej
- 2010: Ludzie Chudego (odc. 3)
- 2008: Ojciec Mateusz – Adam Zakrzewski, gangster (odc. 4)
- 2007: Faceci do wzięcia – listonosz (odc. 33)
- 2007–2009: Tylko miłość – Jeff, wpływowy marszand ze Stanów Zjednoczonych zainteresowany zakupem obrazów autorstwa Wiktora Roznera
- 2007: Ekipa – fotograf „Divy” (odc. 8)
- 2005: Biuro kryminalne – policjant Waldemar Rybacki (odc. 6)
- 2004–2007: Kryminalni – operator Konrad Nadolski (odc. 5); morderca Eryk Lipiec, Maciej Gabor, sobowtór Lipca (odc. 87)
- 2003: Kasia i Tomek – Witek Drabik, kolega Kasi z liceum; tylko głos (seria 2 odc. 6)
- 2002–2010: Samo życie – jasnowidz, do którego udała się Teresa Jankowska-Szpunar by upewnić się czy żyje jej mąż Kacper
- 2002:  Sfora: Bez litości – oficer UOP
- 2002: Sfora – oficer UOP
- 2001–2002: M jak miłość – Janek Rogowski, przyjaciel Hanki Mostowiak
- 2000: Enduro Bojz – motocyklista
- 1999: Na dobre i na złe – Wiktor, kolega Mikołaja (odc. 3)
- 1999: Skok – chłopak w klubie
- 1999–2000: Czułość i kłamstwa – Michał Gieratowicz, lekarz

Źródło: Filmpolski.pl.